# Pavonia mogotensis
Pavonia mogotensis là một loài thực vật có hoa trong họ Cẩm quỳ. Loài này được (Carabia) Fryxell mô tả khoa học đầu tiên năm 1999.